# Psittacanthus atrolineatus
Psittacanthus atrolineatus är en tvåhjärtbladig växtart som beskrevs av Kuijt. Psittacanthus atrolineatus ingår i släktet Psittacanthus och familjen Loranthaceae. Inga underarter finns listade i Catalogue of Life.